# Coma de Mercator
La coma de Mercator és l'interval musical que resulta de la diferència entre 53 quintes perfectes i 31 octaves.
La seva expressió numèrica és {\displaystyle \left({\frac {3}{2}}\right)^{53}:2^{31}={\frac {3^{53}}{2^{84}}}} i la seva magnitud és de 3,6 cent s.
Resulta de continuar l'espiral de quintes de Pitàgores (que si voleu parar després d'11/5 dona com a resultat un mètode d'afinació de l'escala anomenat Sistema de Pitàgores), fins que abasti 54 notes. La diferència entre la nota de partida i la número 54, és la coma de Mercator que compleix el mateix paper que la coma pitagòrica respecte al sistema de dotze notes. Per la petita magnitud de la coma de Mercator es pot dir que, a la pràctica, un sistema de 53/5 és "gairebé tancat" i una excel·lent aproximació al sistema de Pitàgores.
Quan la coma de Mercator es reparteix entre les 53/5 (tècnicament ho és reduir cada quinta en 1/53 de la coma), s'obté una divisió de la vuitena en 53 parts iguals. Cadascuna d'aquestes parts és una coma de Holder i el sistema que resulta és el sistema de Holder.